# Cień Księżyca
Cień Księżyca lub Jaskinia w Horwackim Wierchu (słow. Mesačný tieň) – jaskinia w słowackich Tatrach Wysokich, w masywie Szerokiej Jaworzyńskiej (Široká). Jest to w chwili obecnej najdłuższa znana jaskinia całych Tatr. Jej otwór znajduje się na wysokości 1758 m n.p.m. w górnej części Doliny Spismichałowej (Spišmichalova dolina), na południowo-zachodnim zboczu Horwackiego Wierchu (Horvátov vrch), nieco na wschód od otworu Jaskini Spismichałowej.
Niepozorny, zarośnięty trawą otwór wejściowy o rozmiarach 1 × 0,5 m odkryli 26 czerwca 2004 roku Igor Pap i Branislav Šmída ze Speleoklubu Uniwersytetu Komeńskiego w Bratysławie. Po pokonaniu początkowego 4-metrowego ciasnego komina dotarli do 25-metrowej studni, na której dnie panował wyraźny przewiew powietrza, świadczący o istnieniu dalszych partii jaskini. Kolejne wyprawy doprowadziły do odkrycia i pokonania systemu zacisków prowadzących na głębokość 52 metrów, gdzie w labiryncie wielkich bloków udało się znaleźć dalszą drogę w głąb jaskini. Do końca września 2004 roku odkryto około 2,5 km korytarzy.
Ekspedycje do jaskini w kolejnych latach doprowadziły do zejścia na głębokość 441 m do syfonu „Medúzka”, a po jego pokonaniu do osiągnięcia -451 m (jest to aktualna głębokość Cienia Księżyca). Równocześnie odkrywano rozległy labirynt podziemnych sal, korytarzy, studni i meandrów, zwiększając długość poznanych ciągów systemu. Po kilku latach eksploracji jaskinia awansowała na pierwsze miejsce w rankingu najdłuższych tatrzańskich jaskiń, przewyższając pod tym względem system Jaskini Wielkiej Śnieżnej. Aktualna sumaryczna długość znanych korytarzy wynosi 34 085 m. Jest to równocześnie druga pod względem długości (po systemie Jaskiń Demianowskich w Niżnych Tatrach) i trzecia pod względem głębokości (po systemie Hipmanových jaskýň w Niżnych Tatrach i Jaworzynce w Tatrach Wysokich) jaskinia Słowacji. Jej eksploracja jest jeszcze daleka od zakończenia. Speleolodzy szukają też potencjalnych innych otworów jaskini na powierzchni, zwłaszcza w Dolinie Szerokiej, pod którą znajduje się większość korytarzy.
W Cieniu Księżyca panuje stale niska temperatura (3-4 °C) i blisko 100-procentowa wilgotność względna. Jaskinia pozbawiona jest szaty naciekowej. Niektóre partie są bardzo obszerne: sale osiągają wymiary 80 × 40 m i wysokość 15-20 m (sala „Tatra Open”), studnie głębokość do 156 m („komín Adri”), a meandry utworzone przez płynące tam niegdyś podziemne rzeki – w przekroju do 4 × 10 m.
Jaskinia powstawała w okresach międzylodowcowych (interglacjałach) wskutek działania wód pochodzących z topiących się lodowców i pól firnowych. Procesy kształtujące jaskinię zachodzą również współcześnie. Pod wpływem grawitacji i wstrząsów sejsmicznych w niektórych miejscach co jakiś czas od stropu odpadają bloki skalne. Na przełomie lat 2009/2010 spory obryw (ok. 100 m³) zdewastował obóz speleologów na głębokości 260 metrów, niszcząc trzy z czterech pozostawionych tam namiotów.
Odkrywcy jaskini nadali jej poetycką nazwę Cień Księżyca. Według Józefa Nyki, jest ona niezgodna z tradycjami nazewnictwa tatrzańskiego, stosował on więc nazwę „Jaskinia w Horwackim Wierchu”.